# Pedagogika dla cudzoziemców
Pedagogika dla cudzoziemców (niem. Ausländerpädagogik) – orientacja pedagogiczna, która wykształciła się na terenie RFN w latach 80. XX wieku.
Od lat 50. do Republiki Federalnej Niemiec zaczęły napływać w celach zarobkowych kolejne fale ludności z Włoch, Hiszpanii, Grecji, Turcji, Portugalii, Tunezji i Jugosławii. Nazywano ich gastarbeiterami, czyli "pracownikami-gośćmi". Kiedy jednak okazało się, że migranci nie traktują swej obecności jako pobytu tymczasowego, zrodził się problem przystosowania ich do życia w nowym kraju, zróżnicowanym kulturowo, etnicznie i językowo. Odtąd też nazywano ich nie "gośćmi", lecz cudzoziemcami.
Pedagogika dla cudzoziemców oscylowała między dwiema koncepcjami: rotacji i integracji. Pierwsza koncepcja opierała się na założeniu, że obcokrajowcy wrócą kiedyś do swoich ojczyzn. Celem szkoły miała być pomoc cudzoziemcom w zachowaniu tożsamości kulturowej. Należało więc umożliwić ich dzieciom edukację w zakresie rodzimego języka i kultury. Aby nauczanie mogło odbywać się w ojczystym języku danej grupy etnicznej, tworzono osobne klasy dla cudzoziemców. Zabieg ten okazał się jednak krótkowzroczny i na dłuższą metę upośledził społecznie imigrantów, sprzyjając ich samowolnemu zamykaniu się w gettach, nierównemu poziomowi kształcenia i – co za tym idzie – nierównemu startowi życiowemu. Zwrócono się zatem w stronę koncepcji integracji, pojmowanej jako asymilacja mniejszości narodowej w danej większości (w tym przypadku – większości niemieckojęzycznej).
Wadą pedagogiki dla cudzoziemców było umniejszanie wartości kultur mniejszościowych. Z czasem w niemieckiej pedagogice nastąpiła reorientacja w kierunku pedagogiki międzykulturowej.